# 高唐英
高唐英（？—947年），辽朝官员，出身渤海人。
高唐英早年参与契丹相助石敬瑭灭亡后唐的战争，累受特进、檢校太尉、兼御史大夫、上柱国，进封渤海县开国公，食邑八百户，列三公之位，冠五等之封。大同元年（947年）二月，辽太宗听说刘知远已即皇帝位，就派通事耿崇美为昭義節度使，高唐英为彰德軍節度使，崔廷勋为河阳节度使，以控制扼守各地要塞。滏阳人梁晖聚众数百人，侦察到高唐英还没到达相州，二月二十一日夜里，派壮士爬过城墙，到城中打开城门，占据了相州，自称留后。四月初四，辽太宗命蕃、汉各军攻克相州，把城中的男子全杀光，驱赶着妇女北上。高唐英镇守相州，查看城中，遗留下的百姓男女仅得七百多人。辽太宗命奉国都指挥使王继弘、都虞候樊晖带领所部人马守卫相州，彰德节度使高唐英善待他们。守兵缺乏铠甲兵器，高唐英就给他们，非常倚重信赖。高唐英听说刘知远南下，带领本镇请求归降。派往的使者还没返回，王继弘、樊晖就杀死了高唐英。六月，王继弘自称为留后，派使者说高唐英反复无常，归顺刘知远。高唐英的儿子高嵩（940年—999年），有墓志铭在辽宁朝阳县波罗赤镇萧三家村五尺营子屯出土。